# Обстріл Харкова касетними боєприпасами (15 квітня 2022)
15 квітня 2022 року внаслідок серії ракетних ударів Збройних сил Росії під час битви за Харків, яка є частиною російського вторгнення в Україну у 2022 році, загинули 9 мирних жителів і ще 35 отримали поранення. Російська армія застосовувала касетні боєприпаси 9Н210/9Н235.  Через невибірковий характер цієї зброї, яка використовується в густонаселених районах, Amnesty International описала ці удари як можливий воєнний злочин.

## Атака
15 квітня 2022 року в другій половині дня під час битви за Харків російські війська з касетних бомб 9Н210/9Н235 завдали удару по Індустріальному району, вразивши житловий квартал та дитячий майданчик на вулиці Миру. Люди, які йшли на вулиці, падали на землю, щоб захиститися від вибухів. Дев'ятеро мирних жителів загинули, 35 отримали поранення, в тому числі діти. У місцеву лікарню надійшли поранені з осколками сталевого прута та осколками кінцівок. Подружжя гуляло дитячим майданчиком зі своєю 4-річною дочкою, коли влучив боєприпас, у результаті чого мати була вбита через осколки, які вразили  легені, хребет і живіт. Ще один 16-річний хлопець загинув, у нього в грудях боєприпас залишив отвір шириною 1 сантиметр. На вулиці Гарібальді дві літні жінки померли біля під'їзду свого будинку. Касетні бомби розірвалися на площі 700 квадратних метрів. 

## Розслідування
Amnesty International знайшла докази того, що російські війська неодноразово використовували касетні боєприпаси 9N210/9N235, а також розсіювані протипехотні міни - ці обидва типа заборонені міжнародними договорами – Конвенцією про касетні боєприпаси та Оттавською конвенцією. Amnesty International дійшла висновку, що ці невибіркові атаки, що призвели до загибелі цивільного населення, є воєнними злочинами. 